# ویدرسبورگ (ایندیانا)
ویدرسبورگ، ایندیانا (به انگلیسی: Veedersburg, Indiana) یک سکونتگاه مسکونی در ایالات متحده آمریکا است که در شهرستان فانتن، ایندیانا واقع شده‌است.

## خصوصیات
ویدرسبورگ ۷٫۰۴ کیلومترمربع مساحت و ۲٬۱۸۰ نفر جمعیت دارد و ۱۹۳ متر بالاتر از سطح دریا واقع شده‌است.